# Парголовская волость
Па́рголовская во́лость — одна из 17 волостей Петроградского (до 1914 года Санкт-Петербургского) уезда одноимённой губернии, расположенная к северу от города. С севера граничила с Сестрорецкой и Осинорощинской волостями, а с юга и юго-востока — со Стародеревенской и Муринской волостями, которые отделяли Парголовскую волость от городской черты Петербурга-Петрограда. Как и «микроскопическая» Александровская волость, Парголовская волость занимала в уезде сугубо внутреннее положение, не имея границ с другими уездами, кроме своего, Петроградского.
Административный центр — деревня 2-е Парголово (Малая Вологодская тож).
По данным на 1890 год крестьянские наделы в волости составляли 2433 десятины. В 7 селениях волости насчитывалось 473 двора, в которых проживало 2725 душ обоего пола, в том числе 1273 мужчины и 1452 женщины. Число некрестьянских дворов в волости — 626.
Вместе со Средне-Рогатской и Усть-Ижорской волостями входила до Февральской революции в 1-й стан уезда.